# San Buenaventura (Francisco Morazán)
San Buenaventura é uma cidade hondurenha do departamento de Francisco Morazán.